# Вайлер (Кохем-Целль)
Вайлер (нім. Weiler) — громада в Німеччині, розташована в землі Рейнланд-Пфальц. Входить до складу району Кохем-Целль. Складова частина об'єднання громад Ульмен.
Площа — 7,32 км2. Населення становить 294 ос. (станом на 31 грудня 2020).